# روبرت إم. ليفين
روبرت إم. ليفين (بالإنجليزية: Robert M. Levine)‏ هو مؤرخ أمريكي، ولد في 1941، وتوفي في 1 أبريل 2003.